# Penelopa

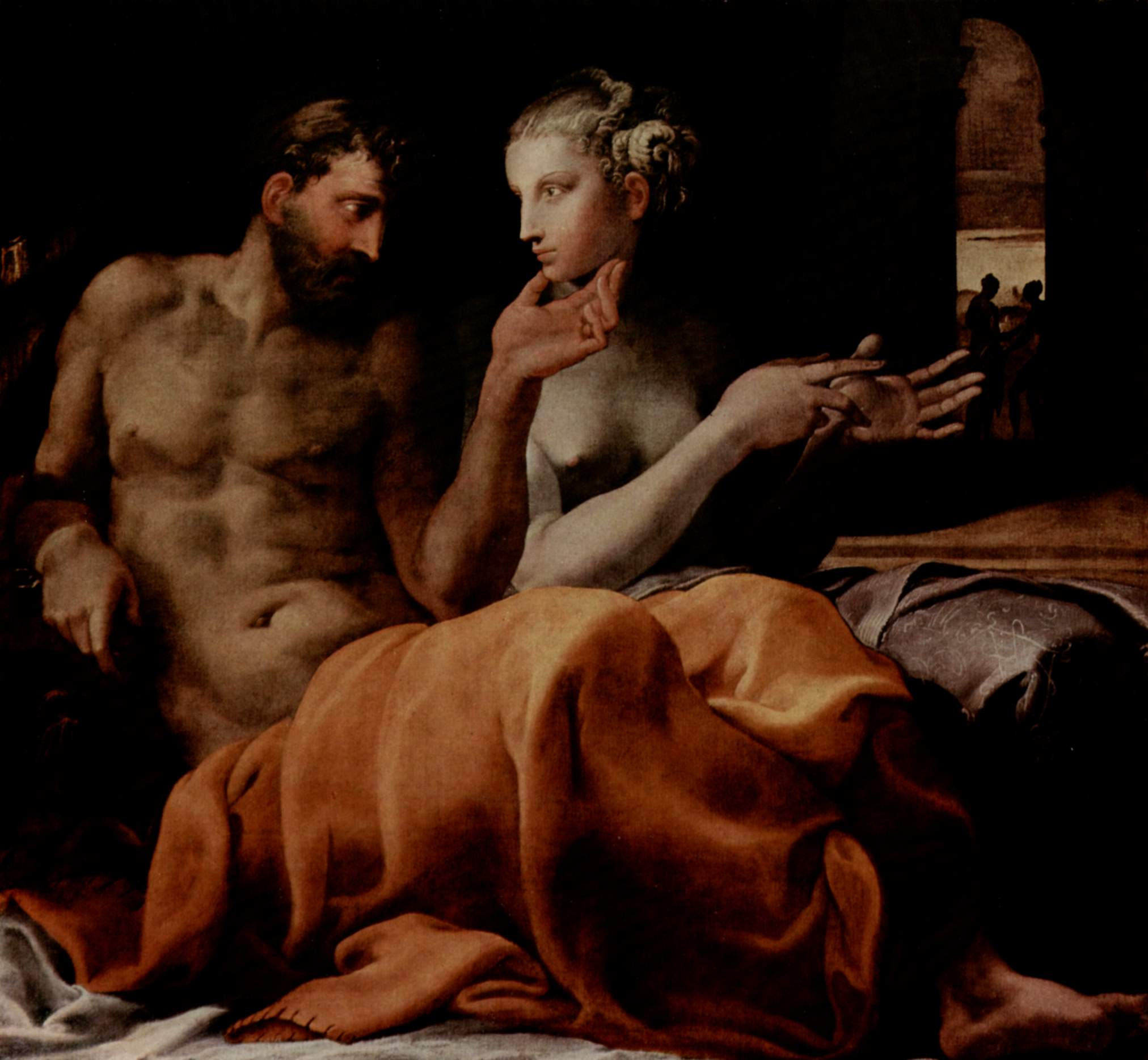
Odiseu și Penelopa
(tablou de Francesco Primaticcio, 1563)

Penelopa (greacă veche: Πηνελόπη, Pēnelópē, la Homer, Πηνελόπεια) este în mitologia greacă soția lui Odiseu și mama lui Telemah. Originară din Sparta, Penelopa era fiica lui Icarius⁠(d) și nepoata lui Tindar, Leucip și Afareu. Mama ei era o naiadă numită Periboea. Ea este regina insulei Itaca și un personaj important din epopeea homerică Odiseea. 

## Mitologie
În ceea ce privește circumstanțele în care Odiseu și Penelopa s-au căsătorit, există două variante. Una din ele consemnează că Tindar l-a convins pe Icarius să îi ofere mâna Penelopei regelui din Itaca, după ce a primit de la Odiseu un sfat bun în legătură cu mariajul Elenei. O altă variantă spune că Penelopa a constituit premiul unei curse câștigate de Odiseu. După nuntă, tatăl eroinei a rugat-o pe aceasta să rămână alături de el în Sparta, însă iubindu-și mult soțul, ea a refuzat și a plecat în Itaca.
Împreună cu Odiseu, Penelopa are un fiu, Telemah, care s-a născut înainte ca tatăl său să meargă la războiul troian. Dragostea pentru soție și fiu îl face pe Odiseu să simuleze nebunia când Palamede vine să îl cheme la război, însă planul lui este descoperit, regele Itacăi fiind nevoit să își părăsească familia. În lipsa lui Odiseu, Penelopa rămâne singura stăpână a bunurilor regelui. Se spune că ea a așteptat cu fidelitate timp de douăzeci de ani întoarcerea soțului ei de la război și în tot acest timp a refuzat să se mărite cu unul din mulții pețitori care i-au făcut curte. Printre acești pețitori se numărau și Antinous, Agelaus, Amphinomus, Ctessippus, Demoptolemus, Elatus, Euriades, Eurimachus, Irus și Peisandros. Deoarece insistența pețitorilor nu o impresionează cu nimic pe regină, aceștia se instalează chiar în palat încercând să o exaspereze prin risipirea bunurilor și averilor lui Ulise. Penelopa se folosește de un vicleșug pentru a obține un răgaz. Ea le promite pețitorilor că va alege pe cineva de soț imediat ce va termina de țesut lințoliul lui Laerte (cunoscut și sub numele de pânza Penelopei), însă lucrul făcut în timpul zilei era desfăcut în timpul nopții. După trei ani însă, Penelopa este dată în vileag de o servitoare.
O legendă care nu apare în Odiseea dezvăluie că Nauplios, vrând să răzbune moartea fiului său, Palamede, răspândește zvonul că Odiseu a murit în război. Auzind acestea, mama lui Odiseu, Anticleea se sinucide, iar Penelopa se aruncă în mare dar este salvată de un grup de păsări care o aduc la țărm.
Atunci când Odiseu se întoarce acasă, el nu vrea să fie recunoscut de Penelopa și se deghizează. După venirea lui Odiseu, Penelopa hotărăște să organizeze o întrecere cu arcul pentru a alege pe unul din pețitori, întrecere care este de fapt o nouă metodă de amânare a eroinei. La această competiție participă și Odiseu și câștigă, apoi îi ucide pe pețitori, dezvăluindu-și adevărata identitate. Penelopei nu îi vine să creadă și bănuiește că este vizitată de un zeu care a luat înfățișarea lui Odiseu. Pentru a-l testa, Penelopa îi cere servitoarei ei, Euriclea, să mute patul nupțial în camera lor de nuntă. Odiseu spune că acest lucru nu este posibil, deoarece el a făurit patul, iar unul din picioarele lui este un măslin viu. Penelopa se convinge astfel că cel dinaintea ei este Odiseu. Se spune că zeița Atena a lungit durata acelei nopți următoare pentru ca Odiseu și Penelopa să-și povestească unul altuia aventurile prin care au trecut.